# Первомайський Борис Якович
Бори́с Я́кович Первома́йський (* 6 вересня 1916, Стара Ушиця — † 23 вересня 1985, Київ) — український психіатр. Доктор медичних наук (1959), професор.

## Біографічні відомості
Закінчив 1936 Кам'янець-Подільський медичний технікум (нині — Кам'янець-Подільське медичне училище), 1941 психоневрологічний факультет 2-го Харківського медичного інституту.
Учасник Німецько-радянської війни.
Головний лікар Кам'янець-Подільської міської лікарні (20 листопада 1949–1951). Від 1959 упродовж 20 років — завідувач кафедри психіатрії Ворошиловградського (Луганського) медичного інституту.
Докторська дисертація «Маніакальна фаза маніакально-депресивного психозу та маніакальні синдроми другої етіології (клініка й патогенез маніакальних станів)» (Ленінград, 1959).
Виступав проти застосування психіатрії як репресивного інструменту, тож 1980 вимушено покинув професійну діяльність.
Старший син Віталій — доктор медичних наук. Син Едуард — завідувач відділення профілактики та лікування наркоманії в харківському науково-дослідному інституті клінічної та експериментальної неврології та психіатрії. Дочка Тетяна — завідувач відділення в одній із психіатричних лікарень Харкова. Наймолодша дочка Світлана — психіатр у Луганську.

## Праці
- Первомайский Б. Я. К методике психиатрической диагностики. — Луганск, 1963.